# 天童市市民文化会館
天童市市民文化会館（てんどうししみんぶんかかいかん、英: Tendō Civic Cultural Hall）は、山形県天童市にある多目的ホールである。
天童市役所隣りに1974年10月1日、天童市中央公民館と同時に開館した。天童市が管理と運営を行っていたが、2008年4月1日より指定管理者として株式会社東北共立が管理と運営を行っていた。2023年4月1日より天童ぶんかクリエイティブ（代表団体：アクティオ株式会社、構成団体：株式会社シグマコミュニケーションズ）が新たに指定管理者として管理運営を開始した。

## 施設
- 大ホール：定員1,110名。天童市市民文化会館のメイン施設である。プロセニアム型ホールで花道を備える。2階席はない。演奏会、コンクール、映画鑑賞会、講演会、演劇等幅広く利用されている。
- 展示室
- 会議室
- 和室

## 沿革
現在は山形市の山形テルサや酒田市の酒田市民会館「希望ホール」が建設されたが、1,000名を超えるキャパシティーと県庁所在地である山形市と隣接する天童市の中心地にあるため人気が高い。
これまで何度か音響設備や舞台床板を一新する等メンテナンスを念入りに行っており、特に2003年の「第18回国民文化祭・やまがた2003」の際は、同年1月 - 3月に音響設備・舞台床板等全面的に改修を行っている。
アスベスト使用が市民文化会館で発覚したため、除去工事を2006年10月 - 2007年1月に行った。

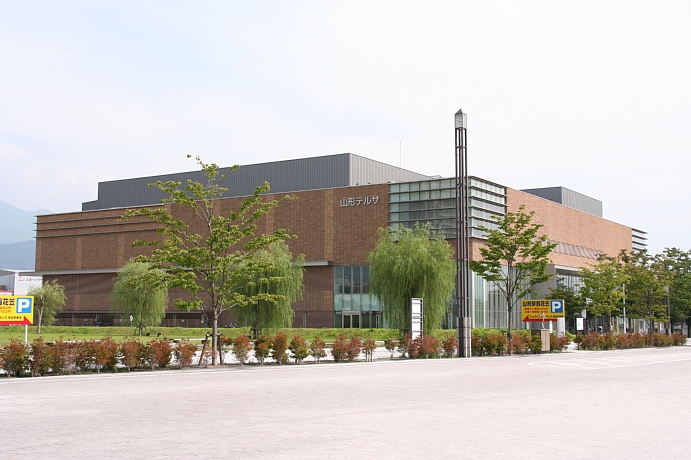
山形テルサ
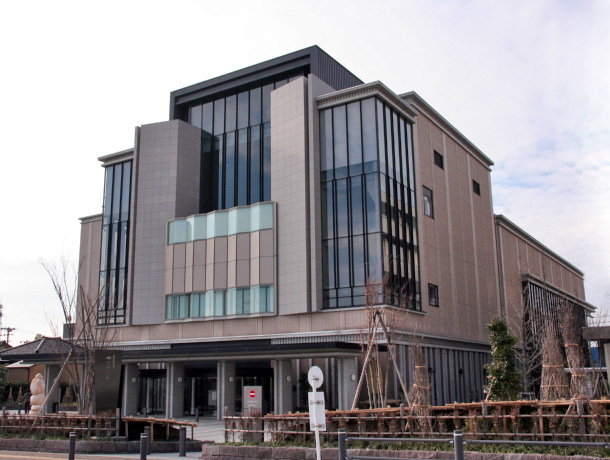
酒田市民会館「希望ホール」

## 所在地とアクセス
〒994-0013 山形県天童市老野森1丁目1番1号
- JR天童駅東口から車で約5分
- 山交バス「天童市役所口」から徒歩約5分
- 東北中央道 天童ICから車で約10分
- 山形空港から車で約15分